# Saints-Geosmes
Saints-Geosmes is een gemeente in het Franse departement Haute-Marne (regio Grand Est). De plaats maakt deel uit van het arrondissement Langres. Op 1 januari 2016 werd Saints-Geosmes uitgebreid met de per die datum opgeheven gemeente Balesmes-sur-Marne. De gemeente telde 886 inwoners op 1 januari 2018.

## Geografie
De oppervlakte van Saints-Geosmes bedroeg op 1 januari 2018 14,94 vierkante kilometer; de bevolkingsdichtheid was toen 59,3 inwoners per km².

## Demografie
Onderstaande figuur toont het verloop van het inwonertal (bron: INSEE-tellingen).